# Sim Iness
Sim Iness   (Keota, 9 de juliol de 1930 - Porterville, 23 de maig de 1996) va ser un atleta estatunidenc, especialista en el llançament de disc, que va competir durant les dècades de 1940 i 1950.
El 1952 va prendre part en els Jocs Olímpics d'Estiu de Hèlsinki, on va guanyar la medalla d'or en la prova del llançament de disc del programa d'atletisme. En la final millorà el rècord olímpic d'Adolfo Consolini en els sis llançaments de la final.
Va estudiar al Compton Junior College i la Universitat del Sud de Califòrnia, on va guanyar dos títols de la NCAA, el 1952 i el 1953. El 1953 va establir el rècord del món de disc amb un llançament de 57,93 metres.
Va aparèixer en dues pel·lícules de Hollywood, Sign of the Pagan (1954) amb Jack Palance i Jeff Chandler i Lady Godiva of Coventry (1955) amb Maureen O'Hara.

## Millors marques
- Llançament de disc. 57,93 metres (1953)[4]